# Ừ
Ừ (minuscule : ừ), appelé U cornu accent grave, est une lettre latine utilisée dans l’écriture du vietnamien.
Il s’agit de la lettre U diacritée d’une corne et d’un accent grave.

## Représentations informatiques
Le U cornu accent grave peut être représenté avec les caractères Unicode suivants : 
- précomposé (latin étendu additionnel)[1] :

| formes    | représentations | chaînes de caractères | points de code | descriptions                                 |
| --------- | --------------- | --------------------- | -------------- | -------------------------------------------- |
| capitale  | Ừ               | Ừ                     | U+1EEA         | lettre majuscule latine u cornu accent grave |
| minuscule | ừ               | ừ                     | U+1EEB         | lettre minuscule latine u cornu accent grave |

- décomposé et normalisé NFD (latin de base, diacritiques) :

| formes    | représentations | chaînes de caractères | points de code       | descriptions                                                         |
| --------- | --------------- | --------------------- | -------------------- | -------------------------------------------------------------------- |
| capitale  | Ừ               | U◌̛◌̀                   | U+0055 U+031B U+0300 | lettre majuscule latine u diacritique cornu diacritique accent grave |
| minuscule | ừ               | u◌̛◌̀                   | U+0075 U+031B U+0300 | lettre minuscule latine u diacritique cornu diacritique accent grave |